# برج تركمانستان
برج تركمانستان ( التركمان : «Türkmenistan» teleradio merkezi ) هو برج اتصالات ومراقبة في عشق أباد بتركمانستان .  تم الانتهاء منه في عام 2011. على ارتفاع 211 مترًا ، يعد البرج أطول مبنى في تركمانستان.

## التاريخ
بدأ البناء في عام 2008 من قبل شركة بوليمكس التركية.
تم الانتهاء منه في 17 أكتوبر 2011 ، عندما أقام الرئيس قربان قولي بيرديمحمدو حفل الافتتاح الرسمي.

## وظيفة
تتمثل الوظيفة الرئيسية للبرج في تقديم هوائيات التلفزيون والاتصالات الراديوية ، ولكن بصرف النظر عن ذلك ، توجد أيضًا مراكز سياحية منظمة مع مجموعة متنوعة من عوامل الجذب المثيرة للاهتمام. يبلغ نصف القطر المغطى بالإشارة من الهوائي حوالي 100 كيلومتر. حاليا ، ينقل البرج التلفزيون التماثلي ، التلفزيون الرقمي والراديو. أبراج هوائي العميل هي المحطات التالية: ألتين أسير ، ياشليك ، ميراس ، تركمانستان ، تركمان أوزي ، عشق أباد ، وتركمان سبورت.
على ارتفاع 145 مترًا (الطابق التاسع والعشرون) ، يقع مطعم دوار في المناطق الداخلية ، والذي يتميز بمزيج من عناصر الديكور الوطني والاتجاهات الحديثة في الأساليب المعمارية. من هناك ، يمكنك الاستمتاع بمناظر عشق أباد والمناظر الطبيعية المحلية ، بينما توفر منصة الدوران التي يقع عليها المطعم إطلالة بانورامية. على ارتفاع 140 متر (في الطابق 28) ، توجد غرفة لكبار الشخصيات.
يوجد في البرج منصتان للعرض متاحان للزوار - المرصد الرئيسي والخاص ، كلاهما يوفر رؤية 360 درجة. يقع المرصد الرئيسي على ارتفاع 150 متر (في الطابق 30) ؛ هناك منظر جيد لأشغابات الحديثة من المرصد الرئيسي ، وكذلك المساحات المفتوحة ذات المناظر الطبيعية الجميلة وسفوح كبه طاغ .
تم التعرف على «نجمة اوجوزخان» المثمن المزخرف كأكبر صورة معمارية للنجمة وتم إدخالها في كتاب غينيس للأرقام القياسية.  يمكن رؤية برج التلفزيون من أي مكان تقريبًا في عشق أباد وضواحيها.

## الروابط
- برج التلفزيون عشق أباد